# Sisyra radialis
Sisyra radialis är en insektsart som beskrevs av Navás 1910. Sisyra radialis ingår i släktet Sisyra, och familjen svampdjurssländor. Inga underarter finns listade.